# 高鷲村立高鷲小学校鷲見上野分校
高鷲村立高鷲小学校鷲見上野分校（たかすそんりつ たかすしょうがっこう　わしみうえのぶんこう）は、かつて岐阜県郡上郡高鷲村（現・郡上市）に存在した公立小学校の分校。高鷲小学校上野分校とも称した。

## 概要
- 現・郡上市高鷲町鷲見の上野地区が校区であった。上野地区は上野高原を戦後開拓して築かれた集落であり、その児童のために設置された高鷲小学校の分校である。上野地区は三八豪雪により甚大な被害を受けたこともあり住民の離村が相次ぎ、1977年には全住民が移転。それに伴い廃校となった。
- 現在、校区であった開拓地の一部は観光施設の牧歌の里となっている。

## 沿革
- 1956年（昭和31年）11月1日 - 高鷲小学校鷲見上野冬季分校として開校する。
- 1958年（昭和33年）4月 - 通年の分校となり、鷲見上野分校となる。
- 1976年（昭和51年）4月 - 児童数減少により、高鷲小学校鷲見分校との合同学習となり、事実上休校となる。
- 1977年（昭和52年）3月 - 高鷲小学校鷲見分校に統合され、廃校。